# تولسيداس
تولسيداس (الأبجدية الهندوسية: तुलसीदास، Hindi pronunciation: [t̪uls̪iːd̪ɑːs̪] والمعروف أيضا باسم جوسوامي تولسيداس)، (1497/1532–1623) قديس وشاعر ومُصلح وفيلسوف هندوسي معروف بتفانيه الشديد في عبادة الإله راما (Rama). ألف العديد من الأعمال الشعبية، أشهرها ملحمة راماشاريتاماناس (Ramcharitmanas) التي تروي قصة رامايانا (Ramayana) السنسكريتي في اللغة الأوادية (Awadhi) الدارجة. وكان يتصف طيلة حياته بأنه تناسخ للشاعر فالاميكي (Valmiki) مؤلف الرامايانا الأصلية بالسنسكريتية. كما يعتبر تولسيداس هو مؤلف الترنيمة التعبدية هانومان شاليسا (Hanuman Chalisa) التي تصف هانومان قائد القردة المقدسة المؤمن بالإله راما. عاش تولسيداس طيلة حياته في مدينة فارنيسي المعروفة حاليًا باسم بيناريس ومات فيها. وقد سُميت تولسي غات إحدى مناطق مدينة فارنيسي باسمه بعد موته. كما أسس تولسيداس معبد سانكاتموخان المخصص لهانومان حيث يقع في المكان الذي يُعتقد أنه تمت رؤية هانومان فيه. ويعد تولسيداس هو أول من بدأ في مسرحيات رامليلا (Ramlila)، تلك المؤلفات المسرحية الفلكلورية المتعلقة برامايانا. واشتُهر بأنه واحد من أعظم الشعراء في الآداب الهندوسية والهندية والعالمية. ولا يزال تأثير أعمال تولسيداس في الفنون والثقافة الهندية وكذلك المجتمع الهندي ظاهر حتى اليوم خاصة في اللغة الدارجة ومسرحيات رامليلا (Ramlila) والموسيقى الكلاسيكية الهندوستانية والموسيقى الشعبية والمسلسلات التليفزيونية.

## نشأته

### ميلاده
وُلد تولسيداس في يوم سابتامي، وهو اليوم السابع من شوكلا باكشا، في النصف المشرق من الشهر الهندوسي القمري شرافانا (يوليو - أغسطس)، يوافق هذا التاريخ يوم 11 أغسطس 1511 من التقويم الميلادي. بالرغم من أن ما يصل إلى ثلاثة أماكن تُذكر على أنها مسقط رأس تولسيداس، فإن معظم العلماء يحددون مكان ميلاده بمدينة سورون، في مقاطعة كنشاي رام نجر بولاية أتر برديش، وهي مدينة تقع على ضفاف نهر الجانج. أعلنت حكومة ولاية أتر برديش رسميًا مدينة سورون باعتبارها مسقط رأس تولسيداس في عام 2012. كان والديه هما هولسي وأتمارام دوبي. تُعرّفه معظم المصادر على أنه سناديا براهميًا من نسب سلالة البهارادواج. حدد تولسيداس والسير جورج جريرسون سنة ولادته على أنها سنة 1568 من تقويم فيكرام الهندوسي (1511 م). كان من بين كُتّاب سيرته الذاتية رامكريشنا جوبال بهانداركار، ورامغولام دويفيدي، وجيمس لوتشتيفيلد، وسوامي سيفاناندا وآخرين. يظهر عام 1497 (عام ميلاد تولسيداس) في العديد من السير الذاتية الحالية في الهند وفي الثقافة الشعبية. يجادل مؤرخو السير الذاتية الذين يختلفون مع هذا العام بأنه يجعل عمر تولسيداس يساوي 126 عامًا، وهو ما يُعتبر من وجهة نظرهم أمر غير مرجح إن لم يكن مستحيلًا. يقول رامشاندرا شوكلا - في المقابل - أن عمر الـ 126 عامًا ليس مستحيلًا بالنسبة لمهاتما (الروح العظيمة) مثل تولسيداس. احتفلت حكومة الهند وحكومات المقاطعات في عام 2011م بالذكرى الـ 500 لميلاد تولسيداس، وفقًا لسنة ميلاده في الثقافة الشعبية.

#### طفولته
تقول الأسطورة أن تولسيداس وُلد بعد بقائه في رحم أمه لمدة اثني عشر شهرًا، وكان لديه اثنان وثلاثون سنًا في فمه عند ولادته، وكانت صحته ومظهره مثل طفل في الخامسة من عمره، ولم يبكي وقت ولادته بل عوضًا عن ذلك نطق قائلًا راما. لذلك سُمي رامبولا (لأنه حرفيًا نطق كلمة راما)، كما ذكر تولسيداس نفسه في قصيدته التعبدية فينايا باتريكا «خطاب التوسل». وفقًا لـلمولا جوسين شاريتا، فقد ولد تحت كوكبة أبهوكتامولا، والتي بحسب علم التنجيم الهندوسي تسبب خطرًا مباشرًا على حياة الأب. هجره والديه في الليلة الرابعة، بسبب الأحداث المشؤومة التي وقعت وقت ولادته، وأرسلوه بعيدًا مع تشونيا (بعض المصادر تسميها مونيا)، وهي خادمة هولسي. يؤكد تولسيداس في أعماله؛ كافيتافالي وفيناياباتريكا، على تخلي والديه عنه بعد الولادة بسبب تكوين فلكي مشؤوم.
أخذت تشونيا الطفل إلى قريتها هاريبور واعتنت به لمدة خمس سنوات ونصف، ثم توفيت بعد ذلك. تُرك رامبولا ليتدبر أمر نفسه باعتباره يتيمًا فقيرًا، وتجول من باب إلى باب يتوسل الصدقات. ويُعتقد أن الإلهة بارفاتي كانت تتمثل في شكل امرأة براهمية وتطعم رامبولا كل يوم.
تبني ناراريداس رامبولا وهو في سن الخامسة، كان ناراريداس زاهد فايشنافا من النظام الرهباني راماناندا حيث يُعتقد أنه التلميذ الرابع لراماناندا أو بالتناوب تلميذ أنانتشاريا. مُنح رامبولا مع اسمه الجديد تولسيداس حالة فيراكتا ديكشا (أي بدء الانفصال؛ وهو مصطلح من الفلسفة الهندوسية يشير إلى الشخص الذي تخلى عن العالم المادي وانفصل عن الرغبات الدنيوية، أي اختار طريق الزهد والانفصال سعيًا وراء التنوير الروحي). روي تولسيداس الحوار الذي جرى خلال اللقاء الأول مع معلمه في أحد المقاطع في عمله الشعري فيناياباتريكا «توسل التواضع».

عندما كان تولسيداس في السابعة من عمره، قام ناراريداس بإجراء مراسم الأوبانايانا له «مراسم الخيط المقدس» في اليوم الخامس من النصف المشرق من شهر ماغا (يناير- فبراير) في مدينة أيوديا، وهو موقع حج مرتبط براما. بدأ تولسيداس تعلمه في أيوديا، وبعد مرور بعض الوقت أخذه ناراريداس إلى مزار فاراها كشيترا بمدينة سورون (مكان مقدس به معبد مخصص لفاراها - الصورة الرمزية للخنزير فيشنو)، حيث روى له قصة رامايانا لأول مرة.
«وبعد ذلك، سمعت نفس القصة من معلمي في سوكارخيت (فاراها كشيترا) بسورون. لم أفهم ذلك حينها، لأنني كنت فاقدًا للإدراك تمامًا في طفولتي. رامشاريتماناس» 1.30 (ka).
يُعرّف معظم الكُتّاب فاراها كشيترا التي أشار إليها تولسيداس مع سوكاركشترا بأنها هي المزار المقدس لفاراها بمدينة سورون بمقاطعة كنشاي رام نجر حاليًا، ويذكر تولسيداس أيضًا في قصيدته الملحمية رامشاريتماناس أن معلمه روى له رامايانا مرارًا وتكرارًا، مما أدى به إلى فهمها بطريقةٍ ما.
جاء تولسيداس لاحقًا إلى مدينة فاراناسي المقدسة، ودرس قواعد اللغة السنسكريتية والأجزاء الأربعة لفيدا (الكتاب المقدس للديانة الهندوسية) وكتب الفيدانجا الستة (وهي دراسة القواعد والتحليل اللغوي) وجيوتيشا (علم التنجيم الهندوسي) وكذلك المدارس الستة للفلسفة الهندوسية على مدى 15-16 عامًا، على يد الُمعلم شيشا ساناتانا الذي كان مقره في بانتشجانجا غات بمدينة فاراناسي. كان شيشا ساناتانا صديقًا لناراريداس وباحثًا مشهورًا في الأدب والفلسفة.

### الزواج والتخلي
هناك وجهتا نظر متناقضتان فيما يتعلق بالحالة الاجتماعية لتولسيداس. فبحسب تولسي براكاش وبعض الأعمال الأخرى، تزوج تولسيداس من راتنافالي في اليوم الحادي عشر من النصف المشرق من شهر كارتيك (أكتوبر- نوفمبر) من تقويم فيكرام 1589 (1532 م). كانت راتنافالي ابنة دينباندو باثاك، كان براهميًا من سلالة فاسيشت (التي تعتبر واحدة من أقدم الحكماء الفيديين وأكثرهم احترامًا)، ينتمي إلى قرية باداريا بمقاطعة كنشاي رام نجر. أنجبا ابنًا سُمى تاراك لكنه توفي وهو طفل صغير. حدث ذات مرة عندما ذهب تولسيداس إلى معبد هانومان، ذهبت راتنافالي إلى منزل والدها مع شقيقها. عندما علم تولسيداس بهذا، سبح عبر نهر يامونا ليلًا للقاء زوجته. وبخت راتنافالي تولسيداس على هذا، وأشارت إلى أنه لو كان تولسيداس مخلصًا للإله حتى نصف ما كان مخلصًا لجسدها المخلوق من لحم ودم، لكان قد أُعتق وتحرر. تركها تولسيداس على الفور وغادر إلى مدينة الله آباد (براياج) المقدسة. وهنا، تخلى عن مرحلة جريهاستا (حياة رب البيت) وأصبح سادهو (أي زاهد).
يعتبر بعض الكُتاب أن زواج تولسيداس كان بمثابة تدليس لاحق ويؤكدون أنه كان عازبًا. ومن بين هؤلاء رامبادراتشاريا (زعيم روحي هندوسي)، الذي يستشهد بآيتين في فيناياباتريكا وهانومان بهوكا أن تولسيداس لم يتزوج قط وكان سادهو منذ الطفولة.

## وصلات خارجية
- تولسيداس على موقع IMDb (الإنجليزية)
- تولسيداس على موقع الموسوعة البريطانية (الإنجليزية)
- تولسيداس على موقع ميوزك برينز (الإنجليزية)